# Dadong, Yingde
Dadong är en köping i sydöstra Kina. Den ligger i Yingde i staden Qingyuan i provinsen Guangdong, omkring 100 kilometer norr om provinshuvudstaden Guangzhou. Antalet invånare är 8 813. Befolkningen består av 4 243 kvinnor och 4 570 män. Barn under 15 år utgör 20,0 %, vuxna 15-64 år 67 %, och äldre över 65 år 12,0 %.